# Kecskemét
Kecskemét é uma cidade e um condado urbano (megyei jogú város em húngaro) da Hungria. Kecskemét é a capital do condado de Bács-Kiskun. Tem 322,57 km² de área e sua população em 2019 foi estimada em 110 687 habitantes.

## História
O primeiro vestígio arqueológico de um ser humano na área tem cerca de cinco mil anos. Os sármatas invadiram a área no século I a.C.; Desde então, a área tem sido continuamente habitada por uma variedade de culturas. János Hornyik, o primeiro historiador da cidade, acreditava que o assentamento conhecido como Partiskum do Jazygian Sarmácia estava aqui. O consenso contemporâneo entre os historiadores é que é mais provável que o assentamento permanente tenha ocorrido apenas após a conquista húngara. No início do século 13, havia sete aldeias na área, cada uma com uma população de 200-300 formada perto da igreja da aldeia, um padrão rural típico. Todos foram destruídos pela invasão mongol. Algumas das aldeias reviveram na época da colonização dos cumanianos.
Como Kecskemét estava situada em uma importante rota comercial, cresceu como uma alfândega e um mercado; em 1368 foi identificada em uma das cartas do rei Luís I da Hungria como um oppidium (cidade). A vida econômica ativa da cidade e a população relativamente densa atraíram mais comerciantes, artesãos e moradores, incluindo judeus que se tornaram uma parte importante da cidade.
Durante a invasão turca, colonos de aldeias vizinhas procuraram abrigo em Kecskemét, que foi protegida por paliçadas defensivas. Eles também estavam escapando da opressão dos latifundiários spahi. Além da proteção de seu cenário, a cidade de Kecskemét havia combinado de pagar impostos diretamente ao paxá em Buda, ganhando assim sua proteção e desfrutando de uma situação especial.
Kecskemét gradualmente absorveu as terras daqueles que haviam se refugiado na cidade. Os moradores criaram um grande campo comum para os animais que estavam criando. No início do século 18, os moradores mantinham quase 30 000 bovinos, que pastavam em um campo de quase 2.000 quilômetros quadrados (770 milhas quadradas).
No final do século 18, a criação de animais começou a declinar em importância econômica, pois os campos haviam se tornado sobrepastoreados e desnudados. Demorou quase 100 anos até que a região desenvolvesse sua próxima grande commodity agrícola. No século 19, Kecskemét já fazia parte de um importante distrito vinícola, mas a cidade aumentou em importância depois que a praga da vinha destruiu a maioria dos vinhedos nas regiões montanhosas. Os danos foram menos significativos nas áreas de solo solto e arenoso das planícies. Na década de 1870, proprietários de terras plantaram grandes plantações de videiras ao redor da cidade. Estes foram a base dos vinhedos do século 20 e da indústria do vinho do século 20 em Kecskemét. Assentamentos do tipo chalé cresceram nos vinhedos para abrigar trabalhadores, um padrão ainda característico das áreas rurais ao redor da cidade. O crescimento da indústria vitivinícola estimulou os da indústria e do comércio de alimentos. A cidade ainda é conhecida por sua barackpálinka, uma aguardente de damasco.
Com a acumulação de capital, os camponeses passaram a adotar costumes e mercadorias burguesas, estimulando o comércio na cidade. Tal riqueza regional levou à construção de novos edifícios, especialmente aqueles ao redor da praça principal de Kecskemét. Este complexo Art Nouveau é arquitetonicamente significativo: a Câmara Municipal, o Novo Colégio, o Palácio Ornamentado, o Palácio Lutero, a Casa do Comércio (hoje a Casa dos Jovens) e o Cassino dos Cavalheiros, agora usado como Museu Húngaro de Fotografia.
O crescimento da cidade sofreu na crise econômica mundial de 1929-33 e na Grande Depressão, seguida pela agitação e destruição da Segunda Guerra Mundial. Durante a guerra e especialmente maio-junho de 1944, as autoridades húngaras cercaram e deportaram a maioria dos judeus da cidade para Auschwitz-Birkenau, onde a maioria foi morta. Os judeus húngaros tinham sido uma parte importante da próspera cultura e comércio de Kecskemét. Após 1945, o novo governo comunista, fortemente influenciado pela União Soviética, impôs um sistema político-social diferente. O desenvolvimento de Kecskemét desacelerou. Devido à reorganização do governo local, Kecskemét perdeu seu grande território; Várias novas aldeias independentes foram formadas na área. Eles estavam economicamente ligados à cidade.
Em 1950, pela primeira vez, Kecskemét assumiu um papel administrativo político significativo, pois foi feita sede do maior condado do país, Bács-Kiskun. No sistema especial da chamada economia controlada sob os regimes comunistas, tal status proporcionou vantagens políticas e financeiras que ajudaram muito a cidade a continuar seu crescimento. O arquiteto József Kerényi (1900-1975) adaptou e reformou vários edifícios históricos para outros usos, ajudando a manter vivo o variado caráter histórico da cidade. Por exemplo, no início da década de 1970, ele renovou o mosteiro franciscano do início do século XVIII para uso como o Conservatório Zoltán Kodály; abriu para aulas em 1975.
A Associação Húngara de Fotógrafos formou a Fundação Húngara de Fotografia em 1990. Ele ajudou a arrecadar fundos para a restauração de um edifício do século 18 em Kecskemét usado pela última vez como uma sinagoga ortodoxa. Foi adaptado para o Museu Húngaro de Fotografia (Magyar Fotográfiai Múzeum), inaugurado em 1991. O museu tem trabalhos de fotógrafos húngaros e outros de reputação internacional e nacional. Ele coleciona especialmente fotógrafos húngaros que trabalharam com sucesso no exterior.

Em 18 de junho de 2008, a montadora alemã Daimler anunciou que construiria uma fábrica da Mercedes-Benz em Kecskemét, planejando investir € 800 milhões (US$ 1,24 bilhão). A fábrica, uma das maiores, senão a maior de todos os tempos na região, dá trabalho para 2 500 pessoas.